# Compagnie du Mississippi
Pour les articles homonymes, voir Mississippi.

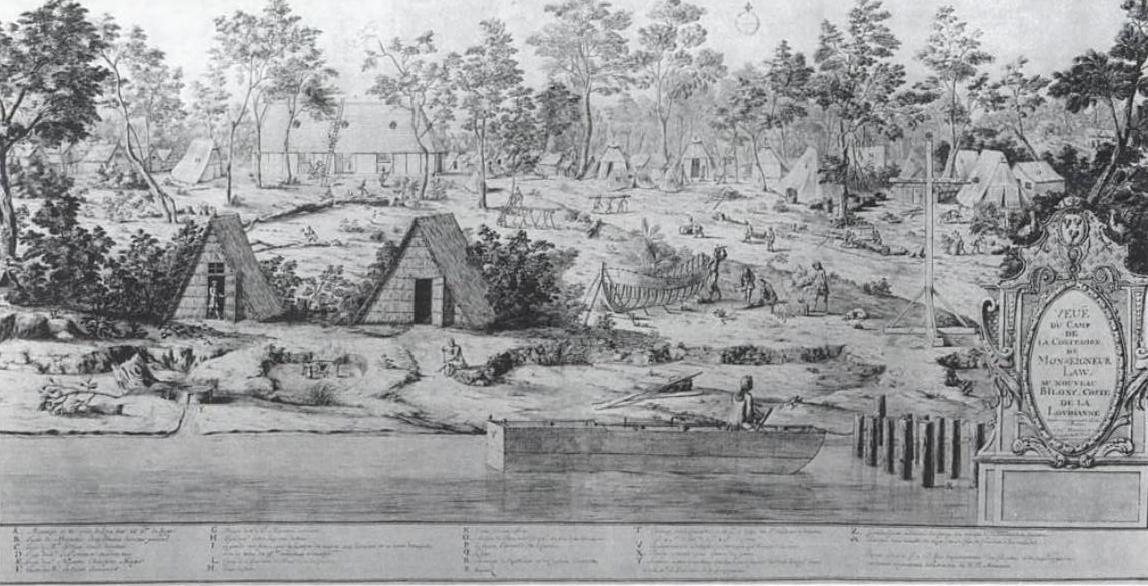
Image du camp de John Law à Biloxi en décembre 1720

La compagnie du Mississippi est une compagnie coloniale française fondée en 1684. Elle est l'une des premières société par actions cotées à la Bourse de Paris, qui n'était encore qu'un rassemblement de négociants rue Quincampoix au XVIIIe siècle. Elle détenait le monopole du commerce dans les colonies d'Amérique du Nord et des Indes orientales. En 1717 la compagnie reçoit un prêt royal assorti d'une exclusivité commerciale pour 25 ans. L'ascension et la débâcle de la société est associée aux activités de l'économiste écossais John Law, alors ministre des finances de  France. L'intérêt pour le développement de l'occupation de ces territoires pour en développer le commerce menèrent à la formation dans les cercles financiers français d'une bulle spéculative, connue comme l'un des premiers exemples du phénomène.  
Elle est liquidée en 1721.

## Historique
La Compagnie du Mississippi est fondée en 1684 à la demande de  René-Robert Cavelier de La Salle qui embarque la même année depuis la France avec l'intention de fonder une colonie à l'embouchure du Mississippi. L'expédition ne rencontre pas le succès escompté. Il fonde une colonie dans les environs de l'actuelle Victoria, au Texas, mais celle-ci ne dure pas longtemps.
En août 1717, l'homme d'affaires écossais John Law a pris le contrôle de la compagnie du Mississippi fondée en 1684 et l'a rebaptisée la Compagnie d'Occident. Son objectif initial était de faire commerce avec les colonies françaises en Amérique du Nord, qui comprenait une grande partie du bassin de la rivière Mississippi et la colonie française de la Louisiane.

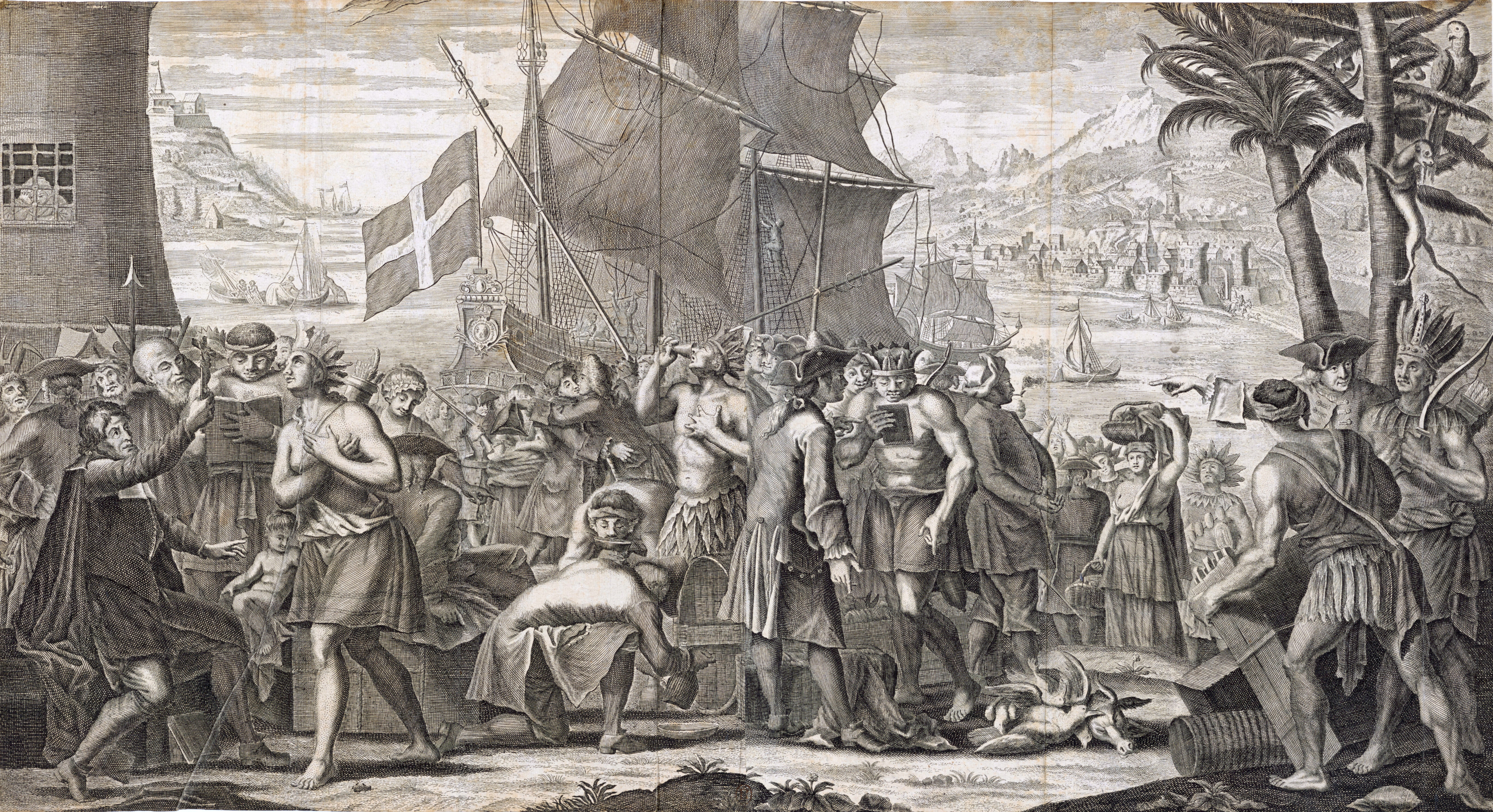
Commerce entre marchands Français et Amérindiens à l'embouchure du Mississippi, 1717

Comme il a acheté le contrôle de la société, il a bénéficié d'un monopole de 25 ans du gouvernement français sur le commerce avec les Antilles et l'Amérique du Nord. En 1719, la société a acquis la Compagnie des Indes orientales, la Compagnie de Chine et d'autres sociétés de commerce françaises et devient la Compagnie perpétuelle des Indes (ou simplement « Compagnie des Indes »). En 1720, elle a acquis la Banque royale, qui a été fondée par John Law en 1716.
Par le biais d'une publicité exagérée et afin de susciter l'intérêt des acheteurs, John Law surévalua la richesse effective de la Louisiane, autrement dit les capacités de production de ce territoire colonial, encore largement inorganisé : par un procédé efficace de mise en marché, l'engouement de la demande pour les actions de la Compagnie conduisit à la formation d'une bulle spéculative en 1719, par ailleurs favorisée par l'émission excessive de papier-monnaie par la Banque générale. Son cours a flambé en raison des espoirs de voir se développer les colonies françaises en Louisiane, une cinquantaine d'années avant le début de la conquête de l'Ouest. La Louisiane n'était pas seulement l'État américain actuel, mais toutes les terres à l'Ouest des Appalaches, des grands lacs au golfe du Mexique, reliées par les formidables voies de communication du bassin du Mississippi. C'était l'époque de l'expansion territoriale de Saint-Domingue, de loin la partie la plus rentable du royaume de France, grâce à la culture du sucre.

### Bulle du Mississippi

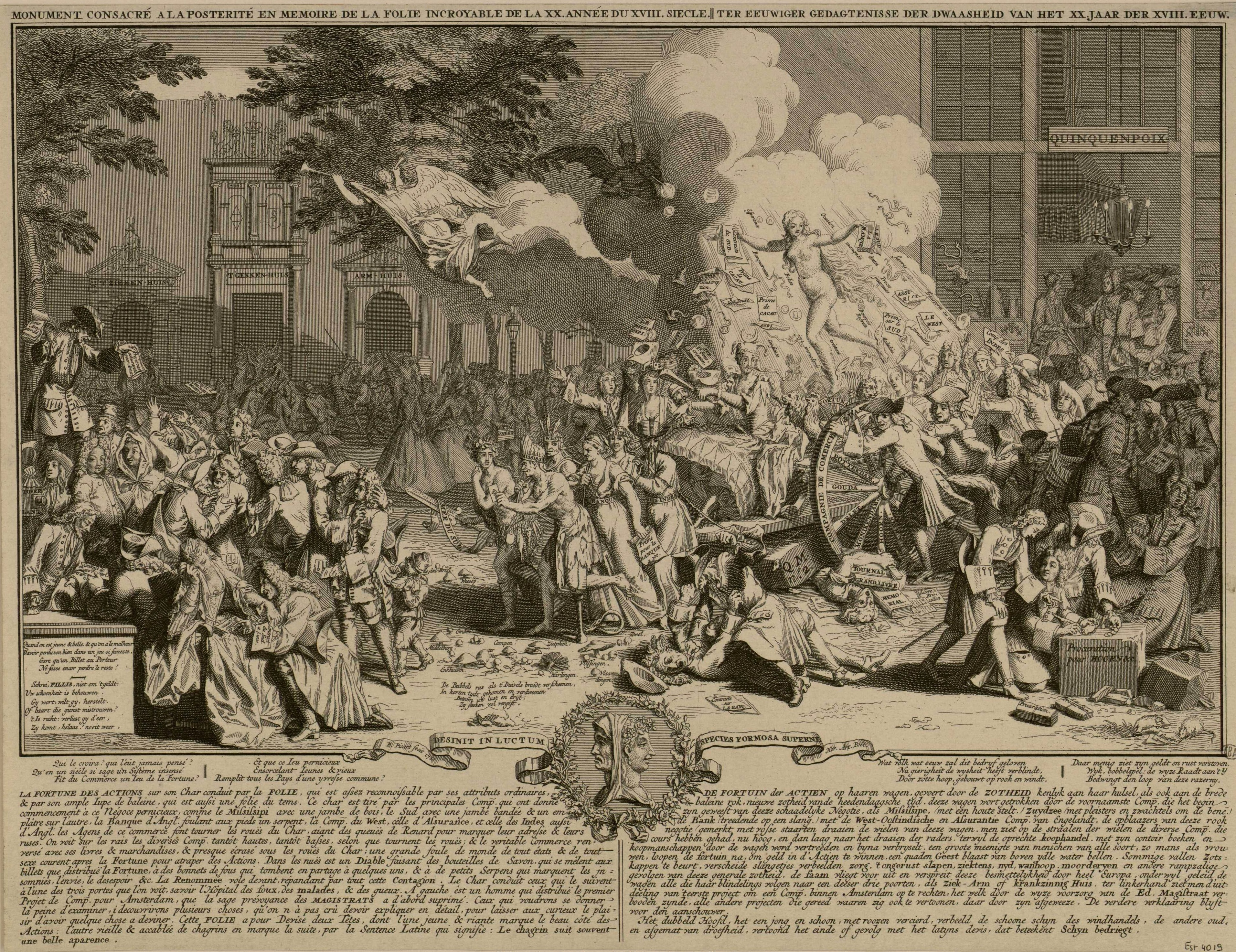
Gravure satirique et allégorique sur les différents aspects du « système de Law » avec les compagnies de commerce qui s'y rattachent en 1720. (Texte en français et en hollandais).

Le cours des actions est passé de 500 à 15 000 livres, mais dès l'été 1720, il y a eu une soudaine perte de confiance. À la fin de 1720, le régent Philippe d'Orléans a démis Law, qui s'est ensuite enfui de la France. Le prix était de retour à 500 livres en 1721.
La société a demandé la protection de la faillite en 1721.[réf. nécessaire]
De 1726 à 1746, la société a prospéré à partir de son commerce extérieur et des affaires intérieures. Elle fait la richesse des villes portuaires car elle était exploitée à partir de Bordeaux, Nantes, Marseille, et, en particulier, son port d'attache de Lorient (initialement appelé L'Orient). Au cours de cette période, la compagnie a perdu ses droits de négociation pour l'hémisphère occidental tout en conservant les échanges commerciaux avec l'est et pouvait prospérer de cette activité. Ses principaux produits de commerce au cours de la période ont été la porcelaine, le papier peint, la laque et le thé en provenance de Chine, le coton et la soie, tissu en provenance de la Chine et de l'Inde, le café de Moka, au Yémen, le poivre de Mahé (Inde du Sud), l'or, l'ivoire et des esclaves de l'Afrique de l'Ouest. 
Après 1746, les politiques économiques du gouvernement français ont commencé à mettre à mal la Société, et la guerre de Sept Ans (1756-1763) la pousse à de lourdes pertes. En février 1770, un décret est nécessaire pour transférer de la Société à l'État l'ensemble de ses propriétés, avoirs et droits, évalués à seulement 30 millions de livres, tandis que le Roi accepte de payer la totalité de la dette et des obligations. La société a été officiellement dissoute en 1770.

### Articles
- Antoin E. Murphy, « John Law et la bulle de la Compagnie du Mississippi », L'Économie politique, vol. 48,‎ 2010, p. 7 à 22 (DOI 10.3917/leco.048.0007, lire en ligne).